# Baloxavir

Structure chimique du baloxavir marboxil

Le baloxavir (ou baloxavir marboxil) est un médicament antigrippal, de type inhibiteur de l'endonucléase.

## Efficacité
Il diminue les symptômes de la grippe ainsi que la charge virale. Son efficacité est comparable à celle de l'oseltamivir. Donné en une seule prise comme ce dernier, il est également efficace en prévention, après une exposition au virus.
Toutefois, son utilisation a entraîné l'émergence de formes résistantes du virus.